# Пролетарская улица (Казань)
Пролетарская улица — улица в историческом районе Ягодная слобода Кировского района Казани. Начинаясь от пересечения с улицами Несмелова, Краснококшайская и Гладилова, заканчивается у Верхнезареченской дамбы.

## История
Возникла до революции под как улица Малый Кокуй. На 1912 год улица имела 11 домовладений из которых по 3 принадлежали мещанам и крестьянам, сословная принадлежность четверых домовладельцев не указана, ещё один дом, также имевший адресацию по улице Односторонка Кокуя, принадлежал цеховому Василию Шабанову, собственнику кожевенных и кирпичных заводов. В 1914 году улицу предполагалось переименовать в Анастасиевскую. В раннесоветский период имела название Гладиловский переулок, в 1927 году переименована в улицу Поперечно-Кокуя. Ко второй половине 1930-х годов имела современное название.
В 1960-е годы в дальней части улицы были выстроены жилые дома и объекты соцкультбыта для сотрудников кожобъединения. В позднесоветский период западная часть улицы была переименована в Поперечно-Краснококшайскую (все дома по этой улице были снесены в 1990-е годы по республиканской программе ликвидации ветхого жилья). 

## Объекты
- № 11/2, 13/1 — жилые дома льнокомбината (снесены).[1]
- № 17 — ТРК «Эфир».[5] Изначально — детский сад № 180 «Бережок» кожобъединения.[6]
- № 19, 21 — жилые дома кожобъединения.[1]